# 好きなことして生きていく
『好きなことして生きていく』は、大峰大影による日本の漫画。『少年ジャンプ+』（集英社）において、2020年9月18日から2021年2月19日まで隔週金曜更新で連載された。

## 書誌情報
- 大峰大影『好きなことして生きていく』集英社〈ジャンプコミックスDIGITAL〉、全2巻
  1. 2021年1月4日配信[4]
  2. 2021年3月4日配信[5]